# 按摩
按摩（あんま）とは、なでる、押す、揉む、叩くなどの手技を用い、生体の持つ恒常性維持機能を反応させて健康を増進させる手技療法である。
また、江戸時代から、按摩の施術を職業とする人のことを「按摩」または「あんまさん」と呼ぶ。現在の日本では業として継続して他者にあんま行為を、あん摩マッサージ指圧師国家資格者以外が行うことは違法である（後述の「日本」の項を参照のこと）。

## 概要
按摩は中国発祥の手技療法である。按摩の按とは「押さえる」という意味であり、摩とは「なでる」という意味である。
按摩は西洋発祥のマッサージなどとともに手技療法の一種にあたるが厳密には区別されている。按摩は衣服の上から遠心性（心臓に近い方から遠い方）に施術を行うのに対し、マッサージは求心性（指先から心臓に近い方）に原則として肌に対して直接施術を行う。按摩とマッサージはそれぞれ発祥となった地や治療方法は異なるが、東洋医学と西洋医学の長所を互いに取り入れた統合的なケア（統合治療）が重要視されるようになっている。

## 歴史

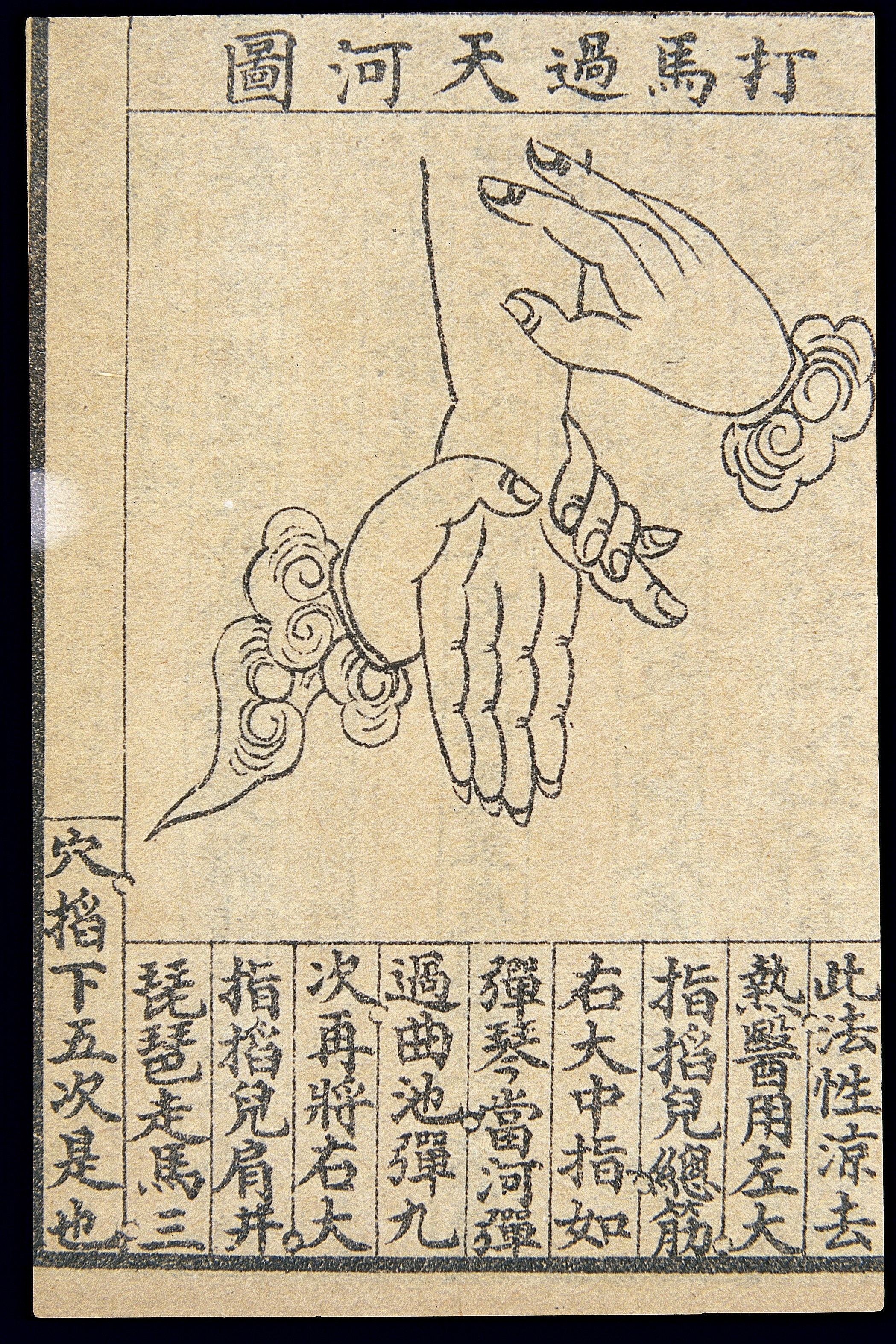
中国文献に記されたハンドマッサージ

先史時代に人々の生活において、自然環境の中で生きていく上で様々な理由によって負傷して瘀痛（疼痛）や腫痛に苦しむ事も少なくなかったと考えられる。そんなときに、人々は自分あるいは仲間の患部を手で撫でたり擦ったりすることによって、外傷による瘀痛を散らして腫れをひかせて痛みを和らげる効果があることを発見した。当時においてはこれも有効な外科治療の一環であり、これが按摩術のルーツであると考えられる。
世界最古の医学書である黄帝内経には、いくつかの部位に按摩の文字が書かれているが、具体的な手法については記載がない。「導引按蹻は中央より出ず」とあり、この導引按蹻が按摩とする人がいるが誤りである。他にも「導引とは筋骨を揺がし支節を動かすを謂う。按は皮肉を抑え按ずるを謂う。蹻とは手足を捷挙するを謂う」ともあるように、これは現在でいう気功のことであり、按摩そのものを指す記述ではないと思われる。また、骨折・脱臼の治療などの今日の外科・整形外科の分野に属する治療や包帯法などに関する分野も扱っていたと考えられている。
中国においては隋の時代には按摩は独立した専門科として扱われるようになった。当時の医師達は按摩を「外邪の滞留を体内から除き、負傷によって体内に侵入する事を防ぐ」方法として内科・外科・小児科を問わずに行われた。朝廷内でも按摩博士、按摩師、按摩生が設置された。北宋以後においては、按摩の理論的な発展が見られ、『宋史』芸文志によれば按摩の専門書が書かれたとする記事がある（但し、現存せず）。明以後には医学における按摩行為を特に「推拿（すいな）」とも称されるようになった。
日本には養老令において、唐王朝をまねて典薬寮に、按摩博士、按摩師、按摩生をおいたとされる。この養老令は大宝令と全く同様のものとされるため、少なくともその時代には按摩が存在したと思われる（ただし、法制だけを継受しただけで、実際に古代日本に按摩そのものが伝来したか疑問視する見方もある）。しかし、その当時の按摩と現在のものが、どのような類似性があるのかは不明である。ただ、同時代の文献によると、当時の按摩には現在でいう包帯法も含まれていたと考えられる。

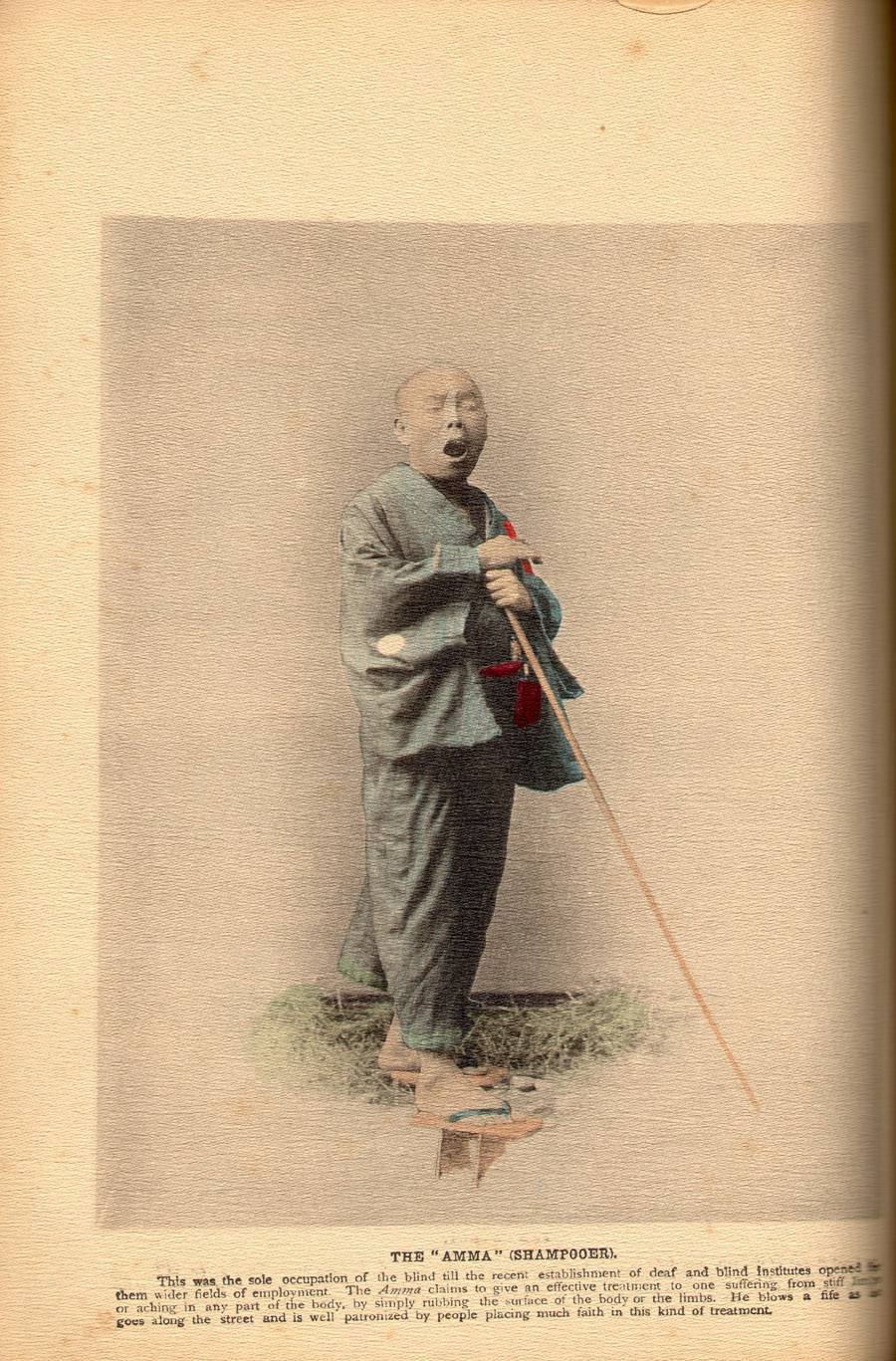
明治時代の按摩師
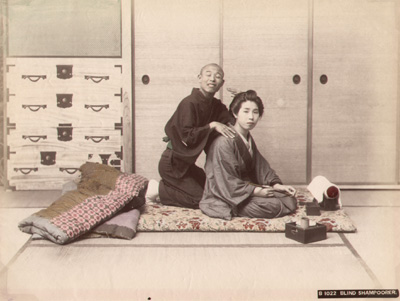
盲人の按摩風景

日本において按摩が本格的に興隆するのは江戸時代に入ってからである。宮脇仲策『導引口訣鈔』や寛政11年（1799年）藤林良伯『按摩手引』、文政10年（1827年）太田晋斎『按腹図解』などにより、按摩は体系付けられた。特に『按腹図解』の中の『家伝導引三術』では「家法導引の術に三術あり」として「解釈、利関、調摩」というそれぞれ「揉捏法、運動法、軽擦法」の基礎になっている術が記載されている。按摩は視力を必要としないために盲人の職業として普及した。
按摩の流派には、江戸期の関東において将軍徳川綱吉の病を治したと伝えられている杉山和一を祖とする杉山流按摩術と吉田久庵を祖とする吉田流按摩術が知られるようになる。杉山流は祖である杉山和一が盲目の鍼医であったこともあり盲目の流派として、これに対して吉田流は晴眼の流派として知られた。一方、関西ではこのような流派はない。
『守貞謾稿』によれば、流しの按摩が小笛を吹きながら町中を歩きまわって町中を歩いた。京都・大坂では夜だけ、江戸では昼間でも流す。小児の按摩は上下揉んで24文、普通は上下で48文、店を持って客を待つ足力（そくりき）と呼ばれる者は、固定客を持つ評判の者が多いために上下で100文が相場であったと言う（ただし、足力は江戸のみで京都・大坂には存在しない）。
GHQは「按摩・鍼灸は非科学的であり、不潔だ」として按摩・鍼灸を禁止しようとした。これに対し、業界や視覚障害者などは約60日に渡る猛抗議を行った。その和解案としてあん摩マツサージ指圧師、はり師、きゆう師等に関する法律が作られた。
現代の各種法令では、流派を名乗る事は許されていないので、コマーシャル的に意味が無い状態である。

## 按摩の基本手技
按摩の基本手技は以下の7つに分類される。また、以下に基本手技の代表的手技を記載する。

### 軽擦法（按撫法）
術手を患部に密着させ、同一圧で同一速度で同一方向に遠心性で「なで」「さする」手技。作用としては弱い軽擦法は知覚神経の刺激による反射作用を起こし、爽快な感覚を起こさせる。強い軽擦法の場合は循環系の流通を良くし新陳代謝を盛んにし、また鎮静効果を期待する。
軽擦という用語は新しく、明治初期の文献ではまだ確定されておらず、按撫、摩擦などという用語が使われている。元々はマッサージ手技のひとつである強擦に対比するマッサージ用語で、按摩のことばではない。従って、強擦という手技を持たない按摩で使うべきかどうかは疑問である。
手掌軽擦法
手掌全体で軽擦する手技で、大部分はこの軽擦法を使用する。

### 揉捏法（揉撚法）
術手を患部へ密着させ、垂直に圧をかけ、その圧を抜かずに筋組織を動かす手技。作用としては主として筋肉に作用を及ぼし、組織の新陳代謝を盛んにする。また腹部におこなう時は、胃腸の蠕動機能を高め、便通をよくする。
把握揉捏法
四指と母指により筋肉を強く握って筋肉の走行に従って絞り揉む手技。
母指揉捏法
按摩の代表とされる手技で、施術部に母指腹を以って加圧し、その加圧した状態で筋線維に対して垂直方向に揉捏する方法。このとき、母指のみに力を加え、四指には力を入れてはならない。その他、輪状に行う方法もある。
手根揉捏法
手根部または母指球をあてて輪状に揉む手技。肩甲骨棘下部など硬い部位に用いる。
櫓漕（ろとう）揉捏
両手掌を重ねて、あたかも「舟の櫓」を漕ぐような動きで、主に腹部に施術する。

### 叩打法
身体の表面を術者の手指ですばやく打ち、叩く方法である。力が深部に達するような叩き方は避け、関節を滑らかに動かして弾力をつけて左右の手で交互に叩くことが重要である。作用としては断続刺激がリズミカルに作用するので筋、神経の興奮性を高め、血行をよくし、機能を亢進させる。
手拳打法
軽く握った拳で叩く手技。
切打法
開いた手の小指側の縁で叩く手技。多くの場合、両手を交互に動かしてほぼ同一の部位に行う。
指頭叩打法
四指の指頭で叩く手技。頭部などに用いる。
合掌打法
両手掌を合わせ、その小指側の縁で叩く手技。肩上部などで用いる。
含気打法
左右の手掌を交差してあわせ、中に空気を蓄えるようにして一方の手背で叩く手技。古名は袋手の術。肩上部などで用いる。

### 圧迫法
圧がある頂点に達したらそれを減圧する方法である。圧を漸増、漸減に施す。漸増、漸減であるから急激に力を加えてはならない。作用としては機能の抑制である。神経痛などの痛みを鎮め、痙攣を押さえるなどの効果がある。
母指圧迫法
母指揉捏法と共に按摩の代表手技。母指にて徐々に圧を加え抜く手技。あらゆるところで使用する。

### 振せん法
施術部へ術手を密着させ術手を固定し、肘関節を少し屈曲し、前腕伸筋屈筋、上腕伸筋屈筋を同時に収縮させアイソメトリックを起こし振動させ、その振動を患部へ伝える。作用としては細かい断続的刺激により神経、筋の興奮性を高め、また快い感覚を覚えさせる。本来は按摩の手技ではなく、マッサージの手技と思われる。
牽引振せん法
患者の上肢や下肢を引っ張りながら振るわせる手技。

### 運動法
患者の関節を十分弛緩させて術者がこれを動かす方法である。各関節の運動方向及び生理的可動域に注意する。作用としては関節内の血行を良くし、関節滑液の分泌を促し、関節運動を円滑にして関節の拘縮などを予防する。

### 曲手
中国の推拿の手法に類似しているので、その影響もあると見られる。江戸時代の鍼医杉山和一検校が普及させたものとする人もいるが、文献的にも根拠はない。按摩師自体には手技の安易さから研究を怠り医療行為と言うより、疲労回復や、その気持ちよさを愉しむ慰安の目的で施術が行われていた。一方、按摩術を復興しようとする一部の努力も素人の真似出来ぬ曲手（曲芸の曲）に重きを置き、治病効果を薄れさす傾向を助長したため政策的にも盲人救済の社会的便法に用いられるようになっては、按摩は盲人の別名のような印象を世間に与えてしまい、もはや本来の療術としての意義を殆んど失った状態で現行、按摩に受けつがれている。一部の術者の熟練度を愉しむパフォーマンスとしての意味が強いと謳われている理由である。文献的には按腹鍼術按摩手引に記載されているのみである。
車手（二指の曲）
四指を軽く丸めて体表の上を関節ごとに当て転がす手技。
挫手
指頭を当てて第一関節を屈曲、過伸展を反復するように動かす手技。四指挫き、母指挫きがある。
横手（鳴骨の術）
開いた手の小指側の縁を体表に当てて手根を素早く前後に動かし筋肉の走行に滑らすように動かす手技である。この時、関節がコツコツと鳴るようにするために鳴骨の術とも呼ばれる。

## 足裏マッサージ
名称はマッサージであるが、その手技は按摩に近い。一般人がサービス内容を理解しやすい名称としてよく使われている。例としては西洋式リフレクソロジや東洋式（台湾式）リフレクソロジや整足式リフレクソロジ等がある。しかしながら、あん摩マッサージ指圧師国家資格者で足裏マッサージを生業とする者はほとんどいない。

## 中国（推拿）
中国大陸では明代以後、医療行為としての按摩は推拿（すいな）と言うようになった。これは日本では中国整体と呼称しているものであり、現在の中国政府も公式な中医学の医療用語として「推拿」を採用している。現在、日本国内の按摩と中国大陸の推拿は、技法は似ているが、用法が全く違うので注意が必要だ。
日本において中国整体という民間療法が行う技法の多くは、推拿の一部の専門手法を用いた推拿式整体療法といえる。しばしば中国整体は日本で言う按摩と誤解されるが、それは按摩が推拿の技法に一番近いことも関連する。現在では、数は少ないが推拿専門の教育機関も存在している。
「推」には手を一方向へ押し進めるという意味があり、「拿」にはその押し進めた手で掴みあげるという意味がある。中国医学では、その理論に基づいて経絡や筋肉・関節などに様々な手技（後述の按摩の基本手技と同一のものも多い）を用いて疾病の予防・治療を行っており、鍼灸と並んで「推拿科」として治療をしている病院も多い。また、中国には法的にも推拿師・推拿医師という資格がある。

## 日本

### 法令
日本では1947年（昭和22年）に「あん摩マツサージ指圧師、はり師、きゆう師、柔道整復師等に関する法律」が成立して免許制度がスタートした。1964年（昭和39年）には指圧が追加され「あん摩マツサージ指圧師、はり師、きゆう師、柔道整復師等に関する法律」となった。1970年（昭和45年）には柔道整復師法が独立した法律となったため「あん摩マツサージ指圧師、はり師、きゆう師等に関する法律」となった。同法は1988年（昭和63年）に大幅改正され知事認可免許から大臣認可免許に変更された。

### 免許制
日本では、あん摩マツサージ指圧師、はり師、きゆう師等に関する法律（昭和22年12月20日公布）において、あん摩マッサージ指圧師免許もしくは医師免許（共に国家資格）がなければ按摩を業として行う事が出来ない。しかし、按摩の手技定義が法的に明文化されておらず、また医業類似行為においては患者に害のある行為だと立証されない限り「職業選択の自由」の観点から法的に禁止出来ないとの最高裁判断もあり、国家資格でない各種民間療法は禁止の対象とならない。
なお、最高裁判決は医業類似行為に関する判断であり、あん摩、マッサージ、指圧については判断しておらず、無免許でそれらの行為を行えば健康に害を及ぼす虞の有無にかかわらず違法になる（昭和三五年三月三〇日 医発第二四七号の一各都道府県知事あて厚生省医務局長通知)。
上記の案件には国会でも度々、法改正の質疑応答がなされている。
尚法的には、従来通り按摩と表記して無資格者が按摩を行うのは違法であり、厚生労働省通達でも保健所への取り締まり強化を指示している。これは、国家資格保持者と民間資格保持者や無資格者を混同せぬよう、また施術行為を広告で明示する事で世間の混乱を抑える役目が期待されている。

## 視覚障害者と按摩
戦中までの文学作品には、杖・黒めがね・あんま笛を身につけて街を流して歩く視覚障害者の按摩がステレオタイプとして登場していた。
かつては、「按摩」が視覚障害者の盲人を指す際に使われることがあった。そのため、実際には自宅などで按摩をしていても、看板や広告には、「マッサージ」と表記する人が多い。また按摩という言葉自体も放送禁止用語扱いされており、『三つで五百円』（西条ロック）のように「歌詞にあんまという言葉が含まれている」ことが理由となって民放連の要注意歌謡曲指定制度における「要注意歌謡曲」となり、事実上テレビ・ラジオでのオンエアが不可能になった曲も存在する。

## 相撲用語として
番付下位力士が上位力士の稽古相手をすること。実力が違い過ぎて、下位力士との稽古は体をほぐす按摩のようなものという意味からきている。